# Scott Skiles
Scott Allen Skiles (La Porte, 5 marzo 1964) è un ex cestista e allenatore di pallacanestro statunitense, professionista nella NBA e in Grecia.

## Carriera da giocatore

### Milwaukee Bucks
I Milwaukee Bucks scelsero Scott Skiles nel Draft NBA 1986 alla ventiduesima scelta. Nella sua stagione da rookie mise a referto 3,8 punti e 3,5 assist di media in 13 gare giocate uscendo dalla panchina.

### Indiana Pacers
Dopo un anno si trasferisce agli Indiana Pacers in cui pur giocando più partite accumula meno minuti a partita ma più punti (4,4) e la stessa media assist dell'anno precedente in 50 gare, in cui è partito nel quintetto titolare solo due volte. Alla seconda stagione con i Pacers gioca 80 partite, 13 da titolare, mettendo a segno 6,8 punti e 4,9 assist di media giocando meno di 20 minuti a partita.

### Orlando Magic
Nel 1989-90 si trasferisce agli Orlando Magic nella cui prima stagione in 70 gare (22 da titolare) gioca 20.9 minuti a partita mettendo a referto 7,7 punti e 4,8 assist. Nella stagione successiva i suoi numeri migliorano significativamente tanto che mette a segno 17,2 punti e 8,4 assist di media in 79 gare, di cui 66 in quintetto base. Il punto più alto della stagione 1990-91, e del resto della sua carriera, è la partita contro i Denver Nuggets vinta per 155-116 del 30 dicembre 1990 in cui distribuì ben 30 assist, registrando il record di assist in una partita. In questa stagione vinse il premio di NBA Most Improved Player Award.
Nella stagione 1992-93 le sue qualità di passatore migliorano tanto che mette a referto il suo career high 9,4 assist a partita con 15,4 punti di media.

### Washington Bullets e Philadelphia 76ers
Nel 1994 viene ceduto ai Washington Wizards, allora conosciuti come Washington Bullets, per fare spazio salariale.
Dopo un anno nella città capitolina, si trasferì ai Philadelphia 76ers per la sua ultima stagione NBa nel 1995-96 in cui giocò appena 10 partite con 6,3 punti e 3,8 assist di media.

### PAOK Salonicco
Prima di terminare la sua carriera da giocatore Skiles fece un'esperienza nel Campionato greco di pallacanestro con il PAOK Salonicco BC. Per via di alcuni infortuni non riuscì a esprimersi al meglio e nella stagione 96/97 il presidente licenziò l'allenatore Michel Gomez dando a Skiles la panchina della squadra. Scott guidò il PAOK al terzo posto del campionato greco facendolo qualificare all'Eurolega.

## Carriera da allenatore

### Phoenix Suns
La carriera di Skiles iniziò ai Phoenix Suns nel 1997-98 come assistant coach, ma nel 1999 venne promosso a capo allenatore portando la squadra dell'Arizona due volte su tre ai play-off. In particolare nei playoff del 2000 Skiles eliminò i San Antonio Spurs, campioni uscenti.

### Chicago Bulls
Dopo due anni di assenza dai campi, Skiles venne assunto dai Chicago Bulls nel 2003. Si concentrò immediatamente nella crescita difensiva per dare maggiore solidità alla squadra. Infatti nel suo primo anno intero alla guida della franchigia dell'Illinois per ben 26 partite consecutive tenne gli avversari sotto i 100 punti. E a gennaio 2005 con il record di 13-3 vinse il premio di allenatore del mese della Eastern Conference.
Nella stagione 2005-06 i Bulls terminarono al settimo posto con un record di 41-41 perdendo al primo turno dei Playoffs contro i Miami Heat in sei gare. Nel 2007 il record migliorò a 49-33 e ottennero la vendetta infliggendo un 4-0 ai Miami Heat nel primo turno per poi essere però sconfitti dai Detroit Pistons per 4-2 in semifinale di conference.
Nel 2007-08 le aspettative dei Chicago Bulls erano alte, ma per via del record di 9-16 dopo 25 gare, il general manager John Paxson decise di licenziare Scott Skiles il 24 dicembre 2007.

### Milwaukee Bucks
Nel 2008-09 diventò il nuovo allenatore dei Milwaukee Bucks con i quali registrò un record di 34-48 in quella stagione rimanendo poi per altri 4 anni sulla panchina della squadra del Wisconsin.

### Orlando Magic
Il 29 maggio 2015, Skiles diventa il dodicesimo allenatore della storia degli Orlando Magic. Il 12 maggio 2016, dopo una sola stagione alla guida della squadra della Florida, con cui ha ottenuto un record di 35 vittorie e 47 sconfitte, si dimette.

## Statistiche

### College
| Anno      | Squadra      | PG  | PT  | MP   | TC%  | 3P%  | TL%  | RP  | AP  | PRP | SP  | PP   |
| --------- | ------------ | --- | --- | ---- | ---- | ---- | ---- | --- | --- | --- | --- | ---- |
| 1982-1983 | MSU Spartans | 30  | 27  | 34,1 | 49,3 | 50,0 | 83,1 | 2,1 | 4,9 | 1,1 | 0,0 | 12,5 |
| 1983-1984 | MSU Spartans | 28  | 28  | 35,1 | 48,0 | -    | 83,2 | 2,2 | 4,6 | 1,4 | 0,0 | 14,5 |
| 1984-1985 | MSU Spartans | 29  | 29  | 38,2 | 50,5 | -    | 78,9 | 3,2 | 5,8 | 1,7 | 0,0 | 17,7 |
| 1985-1986 | MSU Spartans | 31  | 31  | 37,8 | 55,4 | -    | 90,0 | 4,4 | 6,5 | 1,7 | 0,0 | 27,4 |
| Carriera  | Carriera     | 118 | 115 | 36,3 | 51,6 | 50,0 | 85,0 | 3,0 | 5,5 | 1,5 | 0,0 | 18,2 |

### NBA

#### Regular Season
| Anno      | Squadra            | PG  | PT  | MP   | TC%  | 3P%  | TL%  | RP  | AP  | PRP | SP  | PP   |
| --------- | ------------------ | --- | --- | ---- | ---- | ---- | ---- | --- | --- | --- | --- | ---- |
| 1986-1987 | Milwaukee Bucks    | 13  | 0   | 15,8 | 29,0 | 21,4 | 83,3 | 2,0 | 3,5 | 0,4 | 0,1 | 3,8  |
| 1987-1988 | Indiana Pacers     | 51  | 2   | 14,9 | 41,1 | 30,0 | 83,3 | 1,3 | 3,5 | 0,4 | 0,1 | 4,4  |
| 1988-1989 | Indiana Pacers     | 80  | 13  | 19,6 | 44,8 | 26,7 | 90,3 | 1,9 | 4,9 | 0,8 | 0,0 | 6,8  |
| 1989-1990 | Orlando Magic      | 70  | 32  | 20,9 | 40,9 | 39,4 | 87,4 | 2,3 | 4,8 | 0,5 | 0,1 | 7,7  |
| 1990-1991 | Orlando Magic      | 79  | 66  | 34,4 | 44,5 | 40,8 | 90,2 | 3,4 | 8,4 | 1,1 | 0,1 | 17,2 |
| 1991-1992 | Orlando Magic      | 75  | 63  | 31,7 | 41,4 | 36,4 | 89,5 | 2,7 | 7,3 | 1,0 | 0,1 | 14,1 |
| 1992-1993 | Orlando Magic      | 78  | 78  | 39,6 | 46,7 | 34,0 | 89,2 | 3,7 | 9,4 | 1,1 | 0,0 | 15,4 |
| 1993-1994 | Orlando Magic      | 82  | 46  | 28,1 | 42,9 | 41,2 | 87,8 | 2,3 | 6,1 | 0,6 | 0,0 | 9,9  |
| 1994-1995 | Washington Bullets | 62  | 62  | 33,5 | 45,5 | 42,1 | 88,6 | 2,6 | 7,3 | 1,1 | 0,1 | 13,0 |
| 1995-1996 | Philadelphia 76ers | 10  | 9   | 23,6 | 35,1 | 44,1 | 80,0 | 1,6 | 3,8 | 0,7 | 0,0 | 6,3  |
| Carriera  | Carriera           | 600 | 371 | 28,0 | 43,5 | 37,9 | 88,9 | 2,5 | 6,5 | 0,8 | 0,0 | 11,1 |

#### Playoffs
| Anno     | Squadra       | PG | PT | MP   | TC%  | 3P% | TL% | RP  | AP  | PRP | SP  | PP  |
| -------- | ------------- | -- | -- | ---- | ---- | --- | --- | --- | --- | --- | --- | --- |
| 1994     | Orlando Magic | 2  | 0  | 11,5 | 50,0 | 0,0 | 100 | 0,5 | 1,5 | 0,0 | 0,0 | 4,5 |
| Carriera | Carriera      | 2  | 0  | 11,5 | 50,0 | 0,0 | 100 | 0,5 | 1,5 | 0,0 | 0,0 | 4,5 |

## Record
Il 30 dicembre 1990 nella partita vinta dagli Orlando Magic sui Denver Nuggets, Skiles superò il record di Kevin Porter di assist in una singola partita (29) consegnandone 30.

## Palmarès

### Giocatore
- NCAA AP All-America Second Team (1986)
- NBA Most Improved Player (1991)